# Sa’id Ezzatollahi
Sa’id Ezzatollahi Afagh (pers. سعید عزت اللهی آفاق; ur. 1 października 1996 w Bandar-e Anzali) – irański piłkarz grający na pozycji środkowego pomocnika występujący w klubie Shabab Al-Ahli Dubaj.

## Kariera piłkarska
Swoją karierę piłkarską Ezzatollahi rozpoczął 2008 roku w klubie Shahrdari Bandar-e Anzali. Następnie został zawodnikiem Malavan FC. W 2012 roku awansował do pierwszego zespołu. Swój debiut w nim zaliczył 26 października 2012 w wygranym 1:0 wyjazdowym meczu z Rah Ahan Teheran. W Malavan FC grał przez dwa sezony. W 2014 roku przeszedł do Atlético Madryt. W sezonie 2014/2015 grał w trzecim zespole Atlético w rozgrywkach Tercera División.
Latem 2015 roku został piłkarzem rosyjskiego klubu FK Rostów. W klubie tym swój debiut zaliczył 12 maja 2015 w wygranym 3:1 wyjazdowym meczu z Dynamem Moskwa. W sezonie 2015/2016 wywalczył z Rostowem wicemistrzostwo Rosji.
Zimą 2017 roku został wypożyczony do Anży Machaczkała. W Anży zadebiutował 6 marca 2017 w przegranym 0:1 domowym meczu z Rubinem Kazań. W Anży spędził rundę wiosenną sezonu 2016/2017.
Latem 2017 roku wypożyczono go do Amkaru Perm. Swój debiut w Amkarze zaliczył 30 września 2017 w wygranym 1:0 wyjazdowym spotkaniu z Rubinem Kazań. Następnie był wypożyczany do Reading i Eupen. W 2020 został piłkarzem Vejle BK, skąd w 2024 roku przeszedł do Shabab Al-Ahli Dubaj za 1,00 mln €. 
| Sezon   | Klub                    | Kraj                         | Rozgrywki               | Mecze | Gole |
| ------- | ----------------------- | ---------------------------- | ----------------------- | ----- | ---- |
| 2012/13 | Malavan FC              | Iran                         | Iran Pro League         | 10    | 0    |
| 2013/14 | Malavan FC              | Iran                         | Iran Pro League         | 9     | 0    |
| 2014/15 | Atlético Madryt C       | Hiszpania                    | Tercera División        | 5     | 0    |
| 2015/16 | FK Rostów               | Rosja                        | Priemjer-Liga           | 1     | 0    |
| 2016/17 | FK Rostów               | Rosja                        | Priemjer-Liga           | 10    | 1    |
| 2016/17 | Anży Machaczkała (wyp.) | Rosja                        | Priemjer-Liga           | 10    | 0    |
| 2017/18 | Amkar Perm (wyp.)       | Rosja                        | Priemjer-Liga           | 15    | 1    |
| 2018/19 | Reading (wyp.)          | Anglia                       | Championship            | 4     | 0    |
| 2019/20 | Eupen (wyp.)            | Belgia                       | Eerste klasse           | 4     | 0    |
| 2020/21 | Vejle BK                | Dania                        | Superligaen             | 29    | 4    |
| 2021/22 | Vejle BK                | Dania                        | Superligaen             | 13    | 1    |
| 2021/22 | Al-Gharafa SC (wyp.)    | Katar                        | Qatar Stars League      | 4     | 0    |
| 2022/23 | Vejle BK                | Dania                        | NordicBet LIGA          | 20    | 2    |
| 2023/24 | Vejle BK                | Dania                        | Superligaen             | 11    | 1    |
| 2023/24 | Shabab Al-Ahli Club     | Zjednoczone Emiraty Arabskie | UAE Arabian Gulf League | 12    | 2    |
| 2024/25 | Shabab Al-Ahli Club     | Zjednoczone Emiraty Arabskie | UAE Arabian Gulf League | 20    | 6    |

Stan na: 28 lipca 2025 r.

## Kariera reprezentacyjna
Ezzatollahi grał w młodzieżowych reprezentacjach Iranu na różnych szczeblach wiekowych. W 2013 roku zagrał z kadrą U-17 na Mistrzostwach Świata U-17, na których Iran dotarł do 1/8 finału.
W reprezentacji Iranu zadebiutował 11 czerwca 2015 roku w wygranym 1:0 towarzyskim meczu z Uzbekistanem, rozegranym w Taszkencie. Uczestnik MŚ 2018 oraz MŚ 2022